# Список островов Индийского океана

Ниже представлен неполный список островов Индийского океана, также в список включены архипелаги, группы островов, рифы, и атоллы. В скобках указано государство, которому принадлежит данный остров. Если уточнения в скобках нет, а название острова выделено полужирным, значит, этот остров сам является государством.

В Индийском океане расположены два из десяти крупнейших по площади островов мира: Мадагаскар (4-е место) и Суматра (6-е место). В списке «по количеству жителей» эти острова занимают 9-ю и 5-ю позиции соответственно.

## Восточный Индийский океан
- Адамов Мост (Индия)
- Аминдивские острова (Индия)
- Андаманские острова (Индия)
  - Баррен
  - Большой Андаман
    - Баратанг
    - Рутланд
    - Северный Андаман
      - Лэндфолл[англ.]

    - Средний Андаман
    - Южный Андаман

  - Интервью
  - Малый Андаман
  - Наркондам
  - Северный Сентинел
- Ашмор (Австралия)
- Баньяк (Индонезия)
- Барроу (Австралия)
- Бату (Индонезия)
- Болд (Австралия)
- Букканир[англ.] (Австралия)
  - Кокату[англ.]
  - Кулан[англ.]
- Вайпин[англ.] (Индия)
- Валларпадам[англ.] (Индия)
- Вех или Сабанг (Индонезия)
- Гарден[англ.] (Австралия)
- Дерк-Хартог (Австралия)
- Каваратти (Индия)
- Карнак[англ.] (Австралия)
- Картье (Австралия)
- Кенгуру (Австралия)
- Кокосовые острова (Австралия)
- Лаккадивские острова (Индия)
  - Агатти
  - Бангарам
- Лангкави (Малайзия)
- Ланта-Яй (Таиланд)
- Мадура (Индонезия)
- Ментавай (Индонезия)
  - Пагай-Селатан
  - Пагай-Утара
  - Сиберут
  - Сипора
- Миникой (Индия)
- Мьей (Мьянма)
  - Кадан[англ.]
  - Канмау[англ.]
  - Кристи[англ.]
  - Ланби[англ.]
- Ниас (Индонезия)
- Никобарские острова (Индия)
  - Кар-Никобар
  - Катчалл
  - Малый Никобар
  - Нанкаури
  - Тересса
- Памбан[англ.] (Индия)
- Пенгуин[англ.] (Австралия)
- Пинанг (Малайзия)
- Пода (Таиланд)
- Пхи-Пхи (Таиланд)
  - Пхи-Пхи-Дон[англ.]
  - Пхи-Пхи-Ле
- Пхукет (Таиланд)
- Рождества (Австралия)
- Роттнест (Австралия)
- Роули (Австралия)
- Сабанг или Вех (Индонезия)
- Сент-Мэрис[англ.] (Индия)
- Симёлуэ (Индонезия)
- Симилан (Таиланд)
- Суматра (Индонезия)
- Суринские острова (Таиланд)
- Тапу (Таиланд)
- Тиви (Австралия)
  - Батерст
  - Мелвилл
- Уиллингдон[англ.] (Индия)
- Хоутмен-Абролхос[англ.] (Австралия)
  - Истер[англ.]
  - Пелсаэрт[англ.]
    - Ган

  - Уаллаби[англ.]
    - Бикон[англ.]
    - Ист-Уаллаби[англ.]
    - Норт[англ.]
    - Уэст-Уаллаби[англ.]
- Шри-Ланка
  - Маннар
- Энгано (Индонезия)

## Западный Индийский океан
- Баджуни (Сомали)
- Базаруто[англ.] (Мозамбик)
  - Базаруто[англ.]
- Бахрейн
- Занзибар (Танзания)
  - Занзибар
  - Мафия
  - Пемба
- Кешм (Иран)
- Киримбас[англ.] (Мозамбик)
- Коморские острова (Коморы/Франция)
  - Глорьёз
    - Гейзер

  - Майотта
  - Мвали
  - Нгазиджа
  - Ндзуани
  - Памандзи
- Куриа-Муриа (Оман)
- Ламу (Кения)
  - Киуайю[англ.]
  - Ламу[англ.]
  - Манда
  - Пате
- Мадагаскар
  - Нуси-Бе
  - Нуси-Бураха
- Мальдивы
  - Гнавийяни
    - Фувахмула[англ.]

  - Каафу
    - Виллингили

  - Лааму
  - Сиину
  - Хаа-Алиф
    - Баарах[англ.]

  - Хаа-Дхаалу
- Маскаренские острова (Маврикий/Франция)
  - Маврикий и его внешние острова
    - Агалега
    - Каргадос-Карахос
    - Тромлен
      - Альбатрос

    - Родригес

  - Реюньон
- Палм-Джумейра (ОАЭ)
- Перим (Йемен)
- Сайла[англ.] (Сомали)
- Сейшельские Острова (внутренние и внешние)
  - Альдабра
    - Альдабра
    - Ассампшен
    - Астов
    - Космоледо

  - Альфонс
    - Альфонс
    - Сен-Франсуа

  - Амирантские острова
    - Даррос[англ.]
    - Дерош
    - Марии-Луизы

  - Аноним
  - Арид[англ.]
  - Бёрд
  - Денис
  - Ла-Диг
  - Лонг[англ.]
  - Коэтиви
  - Кюрьёз
  - Маэ
  - Муайен
  - Норт[англ.]
  - Платт
  - Праслен
  - Пуавр[англ.]
  - Ремире (остров)[англ.]
  - Ремире (риф)[англ.]
  - Сан-Жозеф[англ.]
  - Санта-Анне[англ.]
  - Серф
  - Силуэт
  - Терез[англ.]
  - Фаркуар
    - Провиденс
    - Сен-Пьер
    - Фаркуар

  - Фелисите
  - Фрегат
- Сокотра (Йемен)
- Чагос (Великобритания/Маврикий)
  - Большая банка Чагоса[англ.]
  - Бленхейм[англ.]
  - Данджер[англ.]
  - Диего-Гарсия
  - Игл[англ.]
  - Колвокорессес[англ.]
  - Перос-Банхос[англ.]
  - Саломон
  - Три-Бротерс[англ.]
  - Эгмонт[англ.]
- Эпарсе (Франция)
  - Бассас-да-Индия
  - Глорьёз
    - Гейзер

  - Европа
  - Жуан-ди-Нова
  - Тромлен

## Южный Индийский океан
- Амстердам (Франция)
- Кергелен (Франция)
- Крозе (Франция)
  - Апотрес[англ.]
  - Кошон
  - Лест[англ.]
  - Пингуинс[англ.]
  - Поссесьон
- Макдональд (Австралия)
- Принс-Эдуард (ЮАР)
- Сен-Поль (Франция)
- Херд (Австралия)